# Vautour de Rüppell
Gyps rueppelli
Pour des articles plus généraux, voir Vautour et Accipitridae.
Espèce
Statut de conservation UICN

 CR A2abcd+3bcd+4abcd : 
En danger critique
Statut CITES
Le Vautour de Rüppell (Gyps rueppelli) est une espèce de grands rapaces de la famille des Accipitridae. Son nom est celui de l'explorateur et zoologiste allemand Eduard Rüppell (1794-1884). La population, d’environ 30 000 individus, est en baisse à cause de la perte de son habitat, d’empoisonnements accidentels et d’autres facteurs. Le vautour de Rüppel est considéré comme l’oiseau ayant la plus haute altitude de vol, avec un exemple certifié à plus de 11 000 m.

## Distribution
L’espèce est originaire du Sahel, en Afrique, où elle peut être trouvée en plaine, en montagne et en forêt. Autrefois fréquent dans ces milieux, le vautour de Rüppel est en rapide déclin, en particulier dans la partie occidentale de cette zone.
Bien que relativement lent, sa vitesse de croisière n’excédant pas les 35 km/h, il peut voler durant 6 ou 7 heures par jour, et peut s’éloigner jusqu’à 150 km de son nid pour trouver sa nourriture.
Depuis 1992, le vautour de Rüppell est une espèce erratique en Europe, principalement en Espagne et au Portugal. Sa présence est enregistrée chaque année depuis 1997, principalement dans la zone de Cadix et du détroit de Gibraltar, mais également plus au nord.
En France, il a été observé dans les Baronnies, les gorges du Verdon et les Grands Causses.

## Description
Il s’agit d’un vautour de taille importante, nettement plus grand que son proche cousin, le vautour africain, dont il partage l’habitat. Les adultes mesurent environ un mètre de long, pour une envergure de 2,6 m ; le poids peut aller de 6,5 à 9 kg,,.
Les vautours des deux sexes sont très ressemblants : le corps est tacheté de marron ou noir, avec le ventre brun clair, le jabot brun ; la tête et le cou sont couverts d’un duvet beige, avec une collerette blanche. L’œil est jaune ou orangé. L’absence de plumes sur la tête est une adaptation à un comportement du vautour, qui rentre la tête à l’intérieur des cadavres lorsqu’il se nourrit.
Habituellement silencieux, le vautour de Rüppel crie abondamment au nid ou lorsqu’il est sur une carcasse.
Une altitude de vol record de 11 300 m a été authentifiée, à la suite d'une collision aviaire avec un avion de ligne au-dessus d'Abidjan, le 29 novembre 1973,,. Il est possible qu'il vole encore plus haut ; en effet, il dispose d’une variante spécialisée d’hémoglobine alphaD ; une protéine possédant une importante affinité avec l’oxygène, ce qui permet à l’espèce de l’absorber efficacement malgré la faible pression partielle de la troposphère supérieure.

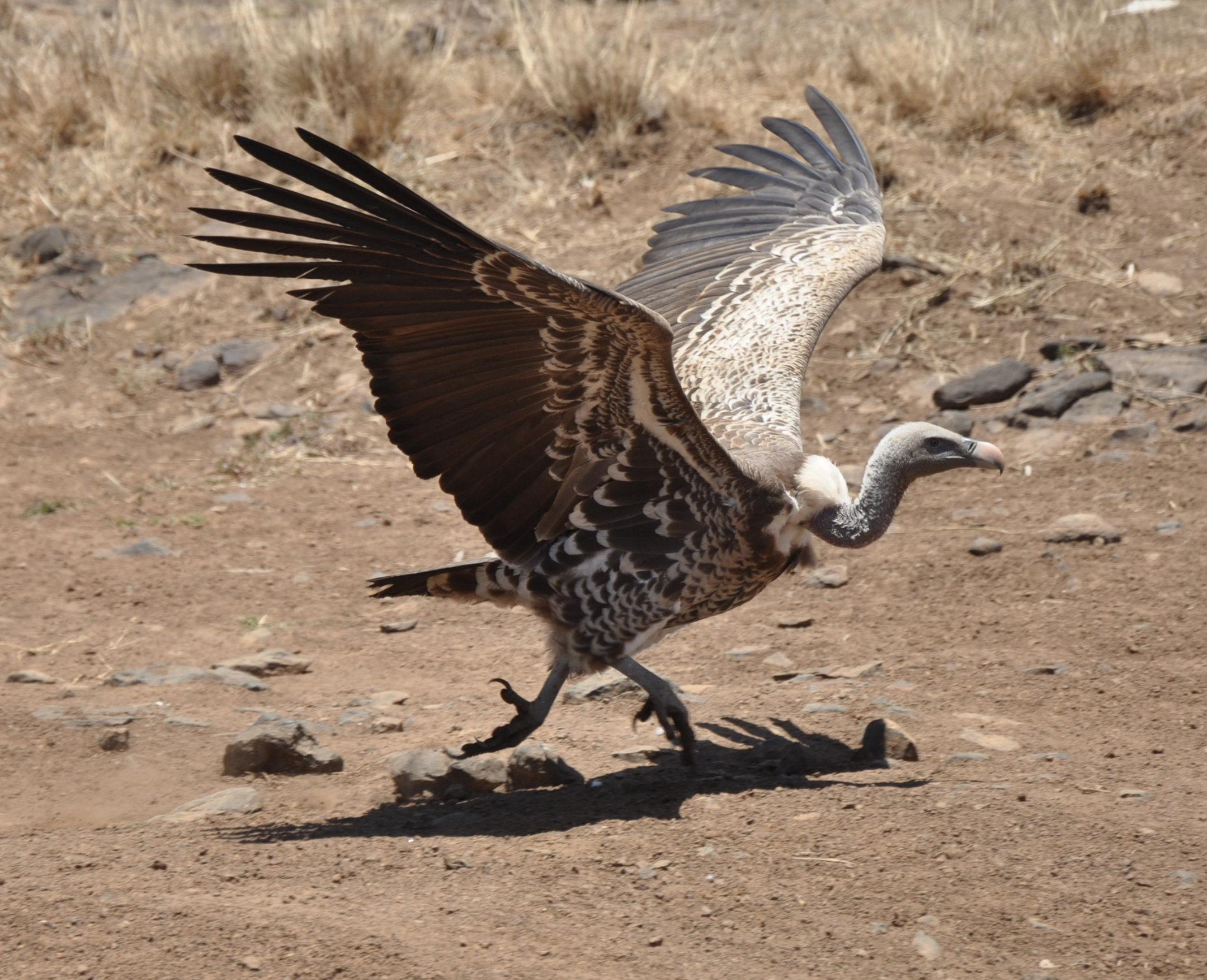
G. r. rueppellii (parc national de Nairobi).
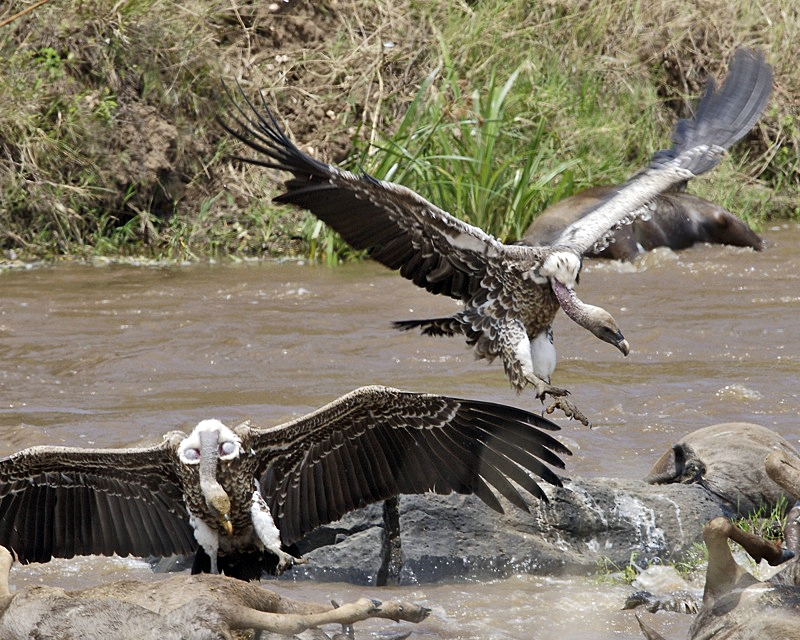
Vautours sur une carcasse de gnou bleu.
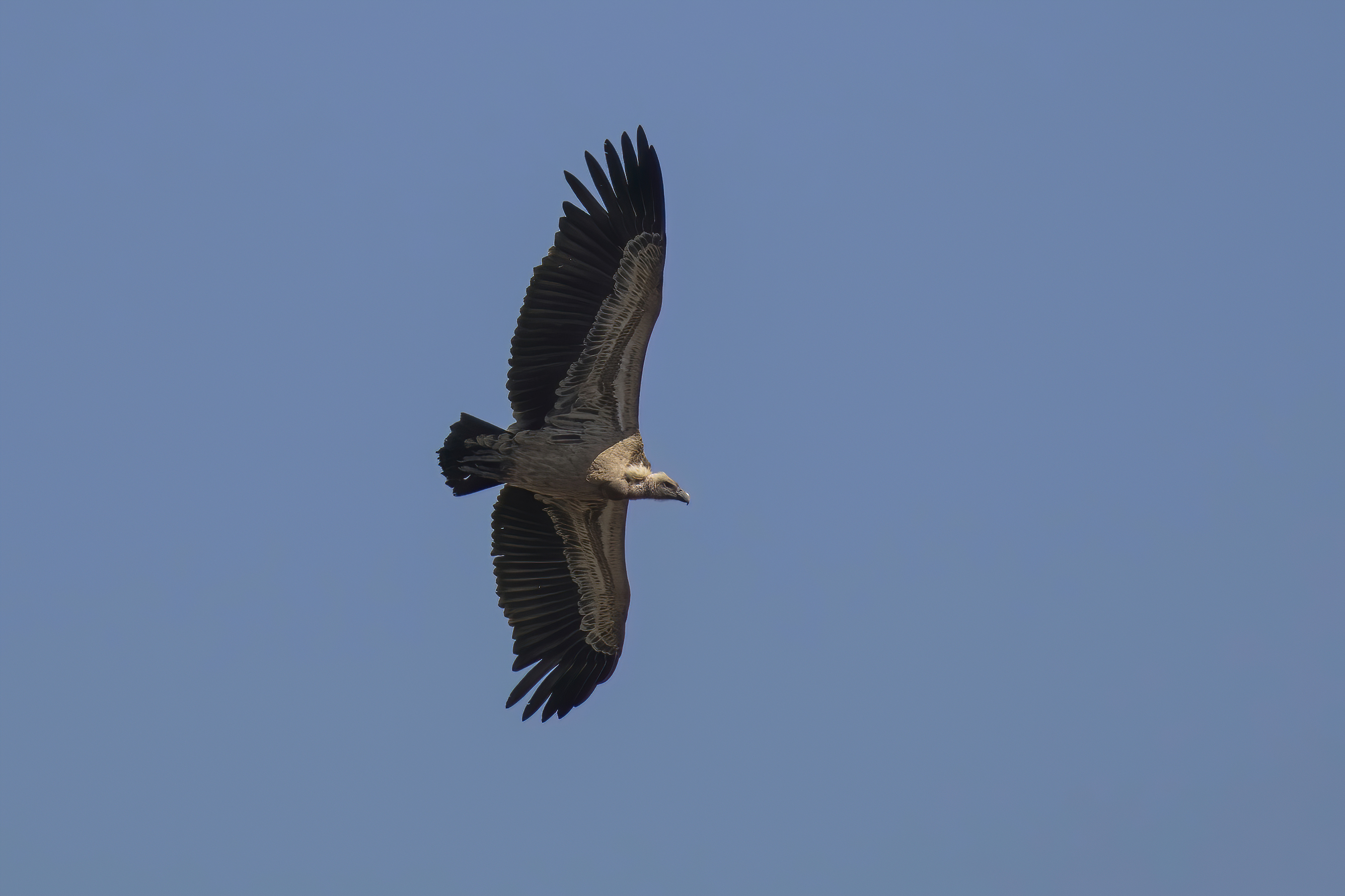
G. r. erlangeri en vol (Éthiopie).
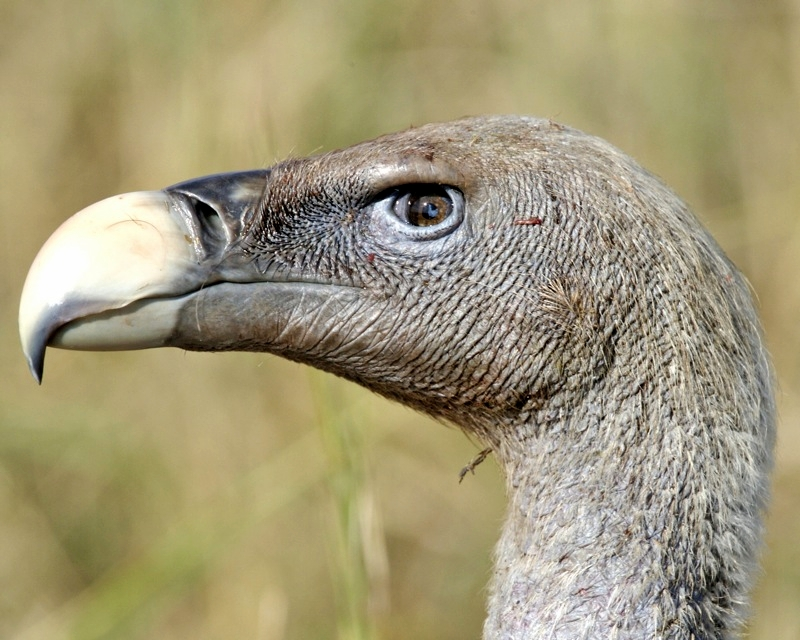
Tête de vautour adulte.

## Comportement
Le vautour de Rüppel est un oiseau grégaire, qui perche, niche et se nourrit en groupes importants.

### Nourriture

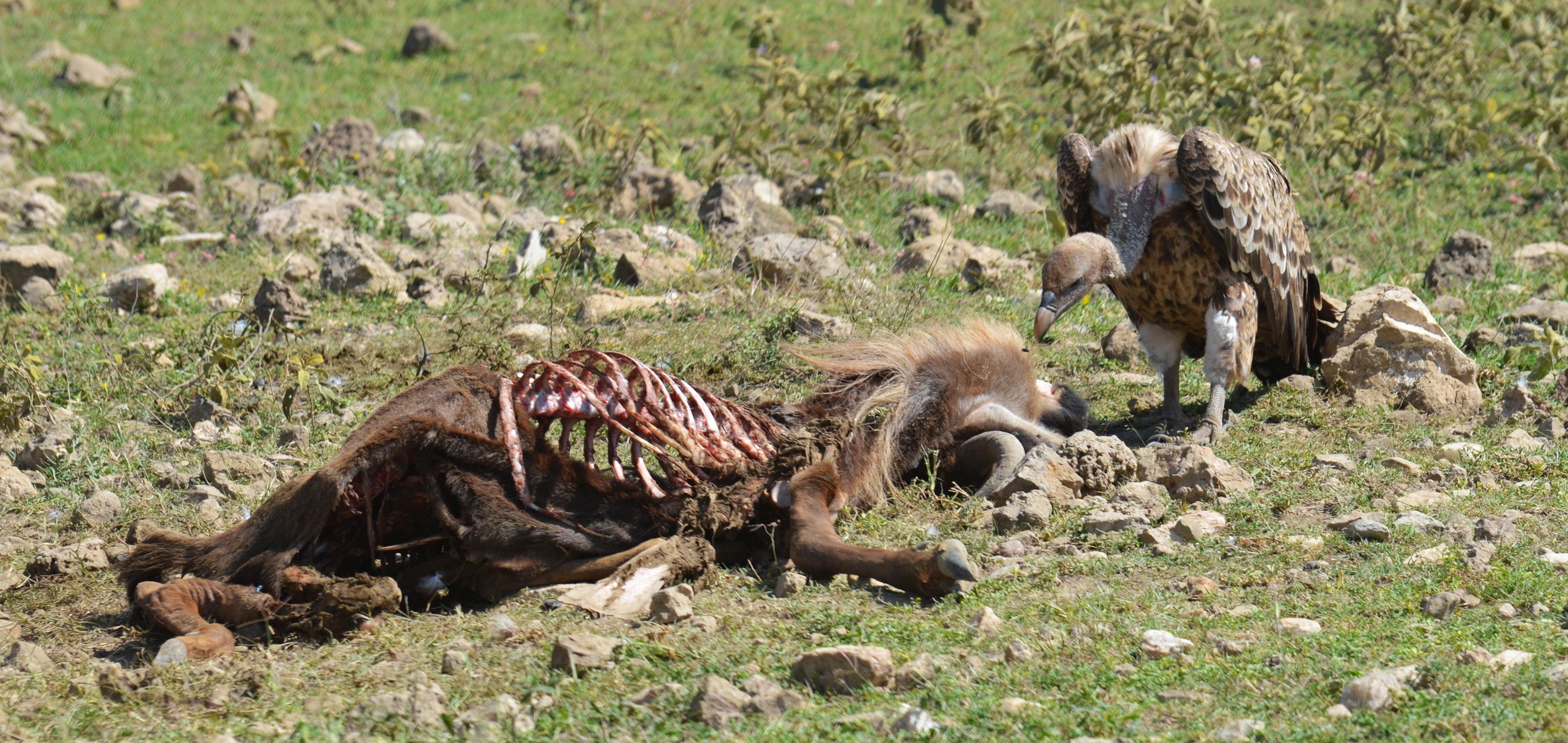
Vautour de Rüppel se nourrissant, au parc national du Serengeti.

Le vautour de Rüppel présente plusieurs adaptations à son régime alimentaire qui en font un charognard spécialisé, même parmi les autres vautours d’Afrique. Il dispose ainsi d’aspérités sur la langue, pointées vers l’arrière, qui permettent de retirer la viande des os. Il est d’une constitution particulièrement solide et, après avoir consommé les parties les plus molles d’une carcasse, il pourra continuer à manger la peau et les os, se gorgeant jusqu’à ne presque plus pouvoir voler. Cependant, malgré sa grande taille et sa spécialisation, il ne s’agit pas du vautour dominant dans sa zone d’origine, celui-ci étant plutôt le vautour oricou.

### Reproduction

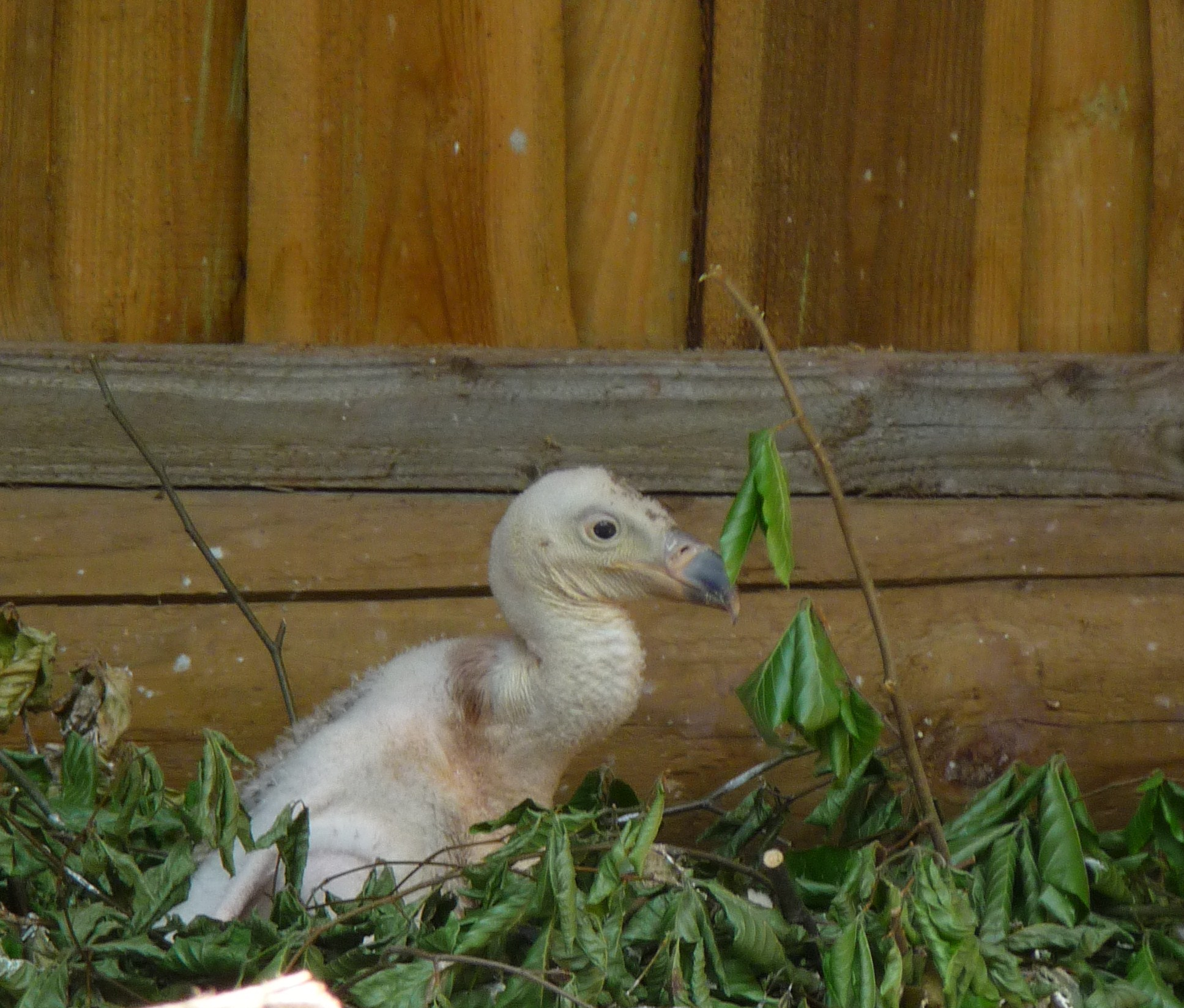
Poussin de vautour de Rüppel.

Cette espèce de vautour est monogame, formant des couples à vie. Le mâle et la femelle travaillent de concert à la construction du nid, en utilisant des brindilles, de l’herbe et des feuilles qu’ils vont chercher ou volent dans d’autres nids. Ces nids sont édifiés sur des falaises, et, dans les principales zones de nidification, ils peuvent constituer d’importantes colonies rassemblant plusieurs centaines de couples. La couvaison est assurée par les deux parents, et dure 55 jours. Après l’éclosion, les deux parents vont nourrir le poussin et s’en occuper pendant une période d’environ 150 jours jusqu’à l’envol. Les juvéniles restent ensuite dépendants de leurs parents, et ne prennent leur indépendance qu’à la saison nuptiale suivante. Avant cela, ils apprennent à trouver leur nourriture.

## Conservation

### Protection
Depuis la première mention de l’espèce par l’Union internationale pour la conservation de la nature en 1988, les populations de vautour de Rüppel ont baissé. L’espèce a été ajoutée à la liste rouge de l'UICN en 2007, l’organisme indiquant que les populations devraient continuer à décroître. De 2012 à 2014, l’espèce a été classée comme menacée, avant d’être hissée, en 2015, au statut d’espèce en danger critique d'extinction.
Le vautour de Rüppell est inscrit à l’annexe II de la CITES.

### Menaces
Les populations de vautour de Rüppel sont en déclin sur toute leur zone de présence. Ce déclin peut être attribué à la perte d’habitat causée par l’utilisation humaine du terrain, l’empoisonnement et l’utilisation humaine des vautours comme médicament ou nourriture, la destruction des sites de nidification et l'appauvrissement des sources de nourritures disponibles.
L’empoisonnement constitue l’une des principales menaces envers les populations de vautours d’Afrique, bien qu’ils n’en soient pas habituellement les cibles intentionnelles. En effet, lorsque des prédateurs tels que lions ou hyenes tuent du bétail, les habitants placent souvent du carbofuran dans les carcasses en guise de vengeance. Malheureusement pour les vautours, ceux-ci sont charognards, et une carcasse peut attirer des centaines d’individus, qui identifient à vue les sources de nourriture. Lors d’une évaluation menée sur dix cas d’empoisonnements de carcasses, il a été trouvé que chacun avait causé la mort de 37 à 600 individus.
La chasse au vautour de Rüppel dans un but médicinal contribue également au rapide déclin des populations. Dans de nombreuses cultures africaines, les vautours ont un usage médical et magique, lié à des superstitions leur attribuant des dons de clairvoyance, et sont utilisés pour augmenter l’intelligence des enfants.
La mise en place d’aires protégées est considérée comme un moyen efficace de protéger le vautour de Rüppel de l’extinction. Celui-ci niche et se reproduit dans des falaises au nord et au sud du Kenya, ainsi qu’en Tanzanie. Ces zones de nidification attirent de grands nombres de vautours de Rüppel, qui élèvent leurs petits et se nourrissent dans les zones environnantes. Comme le taux de détection de vautours de Rüppel est plus faible dans les zones protégées qu’en dehors, l’extension de ces zones peut aider à protéger les populations de vautours.

## Taxonomie

### Sous-espèces
D'après la classification de référence (version 14.1, 2024) de l'Union internationale des ornithologues, le Vautour de Rüppell possède 2 sous-espèces (ordre philogénique) :
- Gyps rueppelli rueppelli  (Brehm, AE, 1852) ;
- Gyps rueppelli erlangeri  Salvadori, 1908.

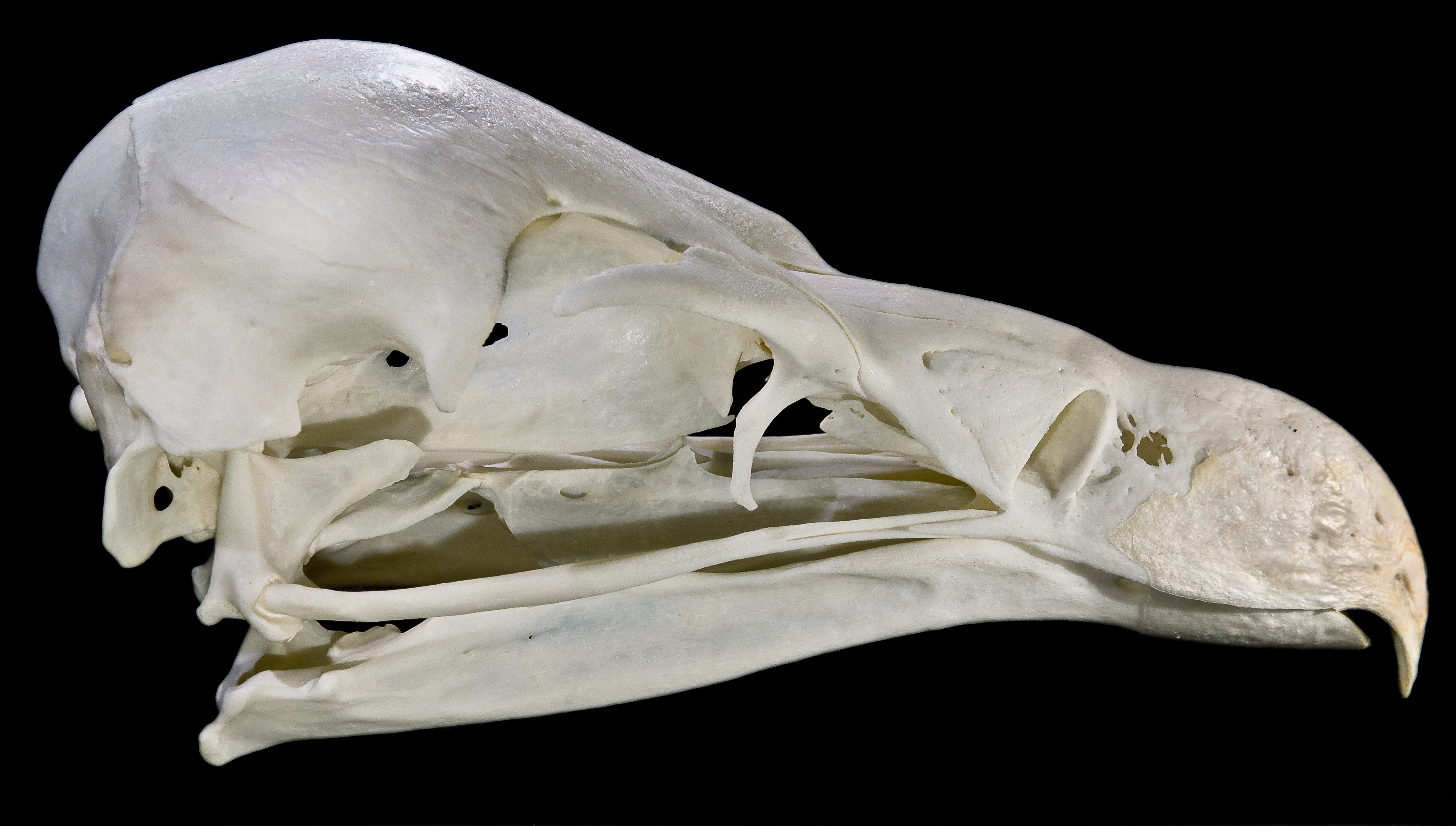
Crâne.
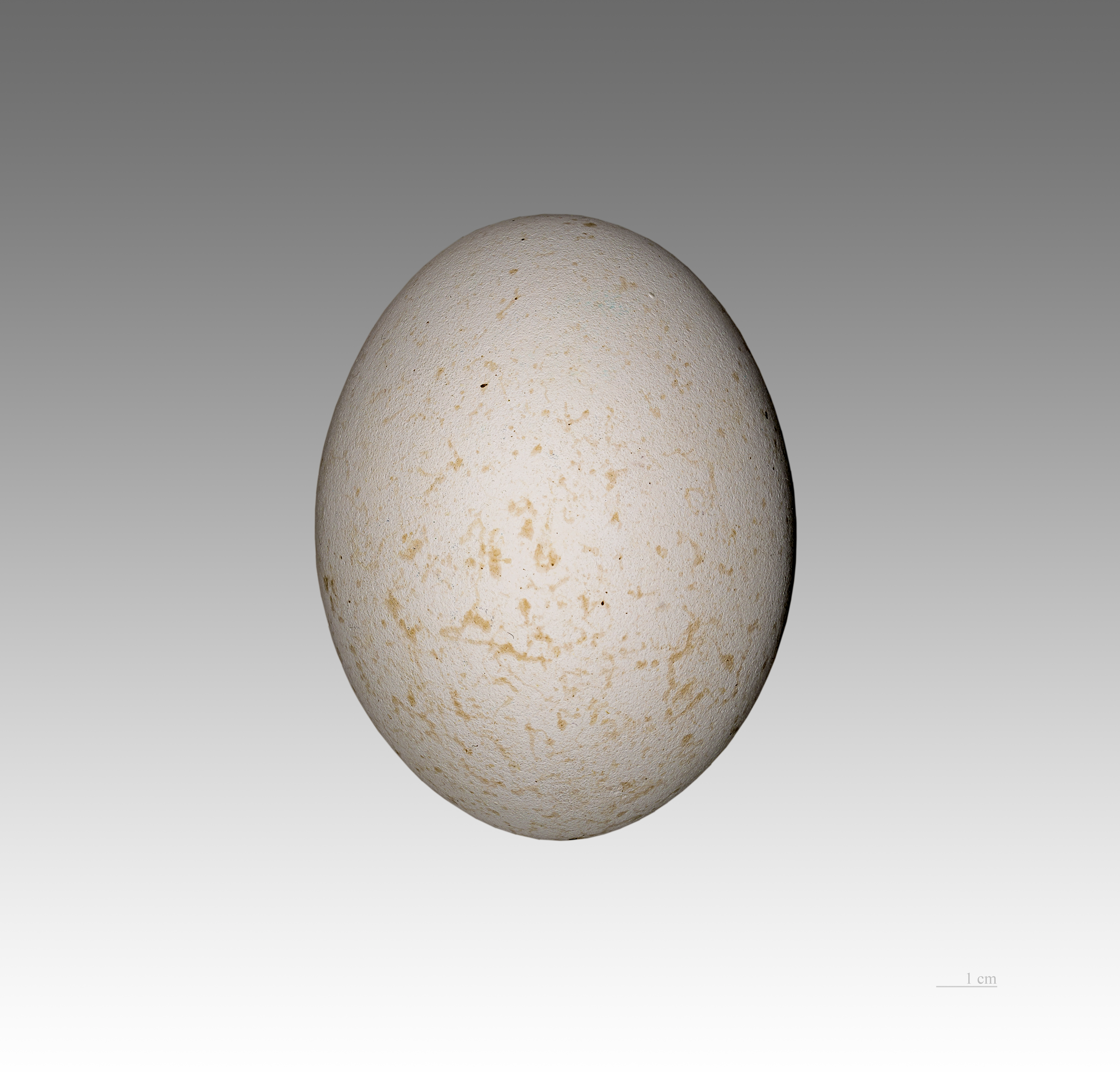
WEBO collecté par René de Naurois - muséum de Toulouse.